# Tachina evanida
Tachina evanida là một loài ruồi trong họ Tachinidae.